# Tollgate
Tollgate az Amerikai Egyesült Államok Oregon államának Umatilla megyéjében, az Oregon Route 204 közelében elhelyezkedő önkormányzat nélküli település.

## Története
A térség első lakosa David J. Woodward volt, aki a Summerville and Walla Walla Road Co. megalapítása után a Lookingglass-pataknál területet vásárolt, amin keresztülvezetett a Summerville-be vezető út. A főképp haszonállatok szállítására használt úton Woodward fizetőkaput (tollgate) épített ki. 1915-ben a helyi megyék által létrehozott Blue Mountain Highway Association az útdíj felszámolását szerette volna, azonban Woodward ezt nem engedte, ezért a telkét kikerülő országút (Oregon Route 204) épült.
A posta 1940 és 1954 között működött.
Itt található a térség egyetlen téli kempingje.

## Nevezetes személy
- Gordon H. Smith, szenátor[7]

## Fordítás
- Ez a szócikk részben vagy egészben  a   Tollgate, Oregon című angol Wikipédia-szócikk ezen változatának fordításán alapul.  Az eredeti cikk szerkesztőit annak laptörténete sorolja fel. Ez a jelzés csupán a megfogalmazás eredetét és a szerzői jogokat jelzi, nem szolgál a cikkben szereplő információk forrásmegjelöléseként.